# Городцов, Александр Дмитриевич
Алекса́ндр Дми́триевич Городцо́в (30 октября 1857 — 12 октября 1918) — российский оперный певец и общественный деятель, сделавший значительный вклад в организацию народных хоров в Пермской губернии.

## Биография
Родился 30 октября 1857 года в селе Поздное Михайловского уезда Рязанской губернии. В 1875 году он окончил Рязанскую духовную семинарию. Поступил на историко-филологический факультет Петербургского университета, потом перевёлся на медицинский факультет Московского университета, а в 1878 году — на юридический факультет. Одновременно с учёбой в университете он занимался пением — в церковных хорах, хоре университета, хоровом обществе, хорах Нешумова, Васильева и других. В 1883 году, окончив университет, Городцов поступил помощником присяжного поверенного. 7 ноября того же года он начал артистическую деятельность, успешно выступив на сцене Немецкого клуба в партии Мефистофеля.
В 1888 году он уволился со службы и поступил в Казанский оперный театр А. А. Орлова-Соколовского. В течение 7 лет выступал в Казани, Петербурге, Москве, Саратове, Киеве, Воронеже, Нижнем Новгороде, Царицыне, Астрахани, Симбирске, получал положительные отзывы в прессе. За это время он спел 61 партию в 41 опере.
В 1895 году Городцов поступил на работу в Пермский оперный театр. Несмотря на то, что его выступления имели успех и положительно оценивались критиками, он перешёл на службу в попечительство о народной трезвости, хотя и продолжал совмещать службу с выступлениями в опере. В 1896 году, когда Пермскому театру грозило закрытие, Городцов использовал свой авторитет и служебное положение, выступив инициатором создания Пермской городской театральной дирекции, которая взяла на себя управление театром. Режиссёр театра Н. Н. Боголюбов написал в своих воспоминаниях: «Первый год существования в Перми городской театральной дирекции дал прекрасные результаты: опера кончила свой сезон не только без дефицита, но и принесла небольшой доход…»
В том же 1896 году Городцов организовал курсы руководителей народных хоров и учителей пения, бесплатные народно-певческие классы. В результате к 1897 году количество хоров в Губернии возросло с 40 до 191. В 1913 году в Пермской губернии было 290 хоров, из них 205 сельских, 48 заводских, 24 деревенских и 14 городских.
Также Городцов основал в Перми нотную библиотеку, занимался изданием специальной литературы. Его работы «Каталог Пермской музыкальной библиотеки» и «Отчёт о курсах и бесплатном певческом классе» были представлены на Всемирной выставке в Париже в 1909 году.
Александр Дмитриевич Городцов умер 12 октября 1918 года.